# Озон (Росія)
Озо́н (рос. Озон) — присілок в Кезькому районі Удмуртії, Росія.

## Населення
Населення — 325 осіб (2010; 365 в 2002).
Національний склад станом на 2002 рік:
- удмурти — 79 %

## Історія
До присілка було приєднано присілок Тубсанаторій, де знаходився районний тубдиспансер.
Урбаноніми:
- вулиці — Лісова, Набережна, Соснова, Шкільна
- провулки — Шкільний